# SkySat
SkySat este o constelație de sateliți artificiali de observare a Pământului cu rezoluție submetrică, deținută de Planet Labs, care oferă servicii de imagini, video și de analiză de înaltă definiție. Planet Labs deține sateliții ca urmare a achiziționării companiei Terra Bella de la Google în 2017. Terra Bella este fosta Skybox Imaging, o companie înființată în 2009 de Mountain View California prin Dan Berkenstock, Julian Mann, John Fenwick și Ching-Yu Hu.

## Prezentare generală

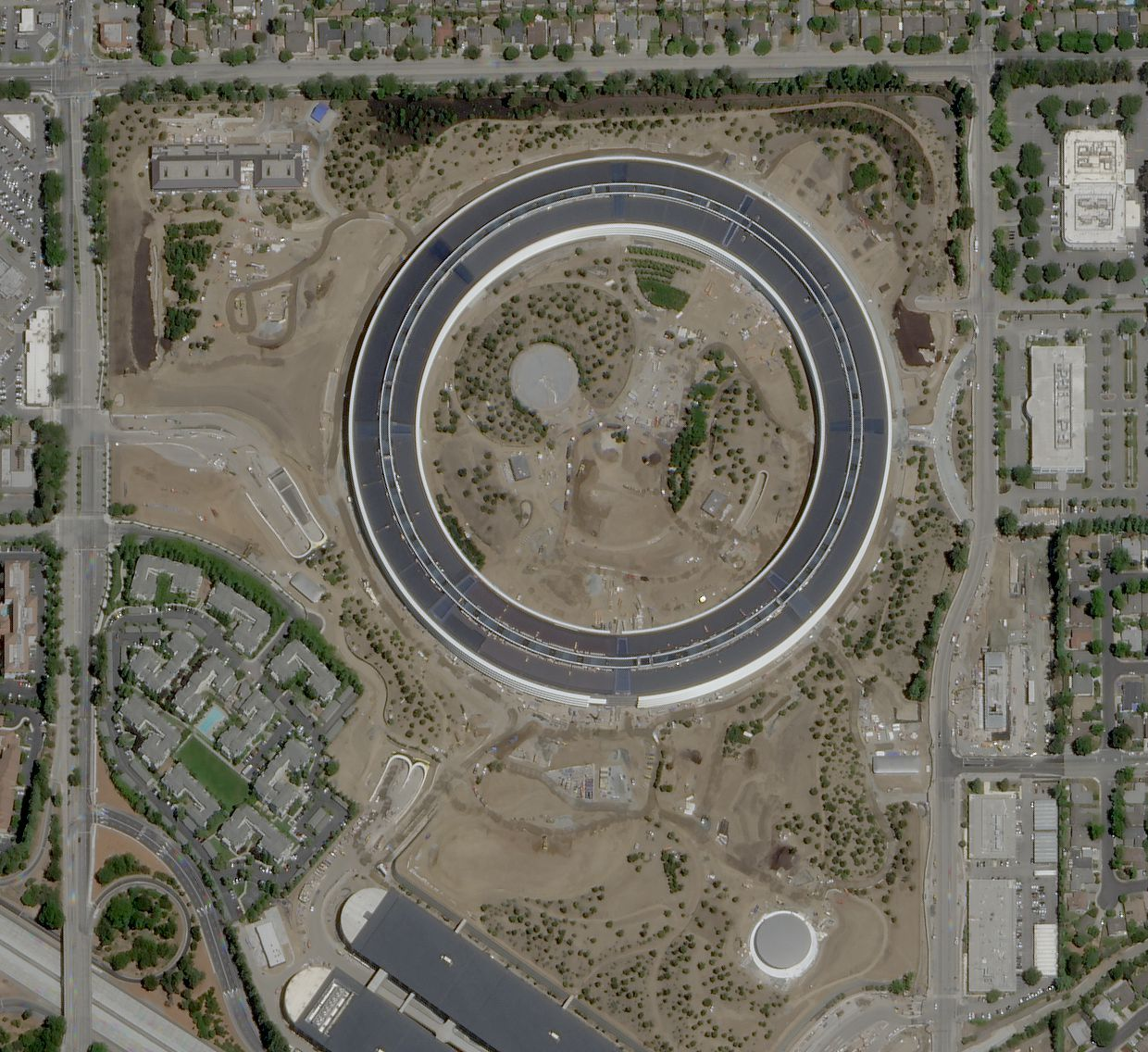
Imagine SkySat a Apple Park, mai 2017.

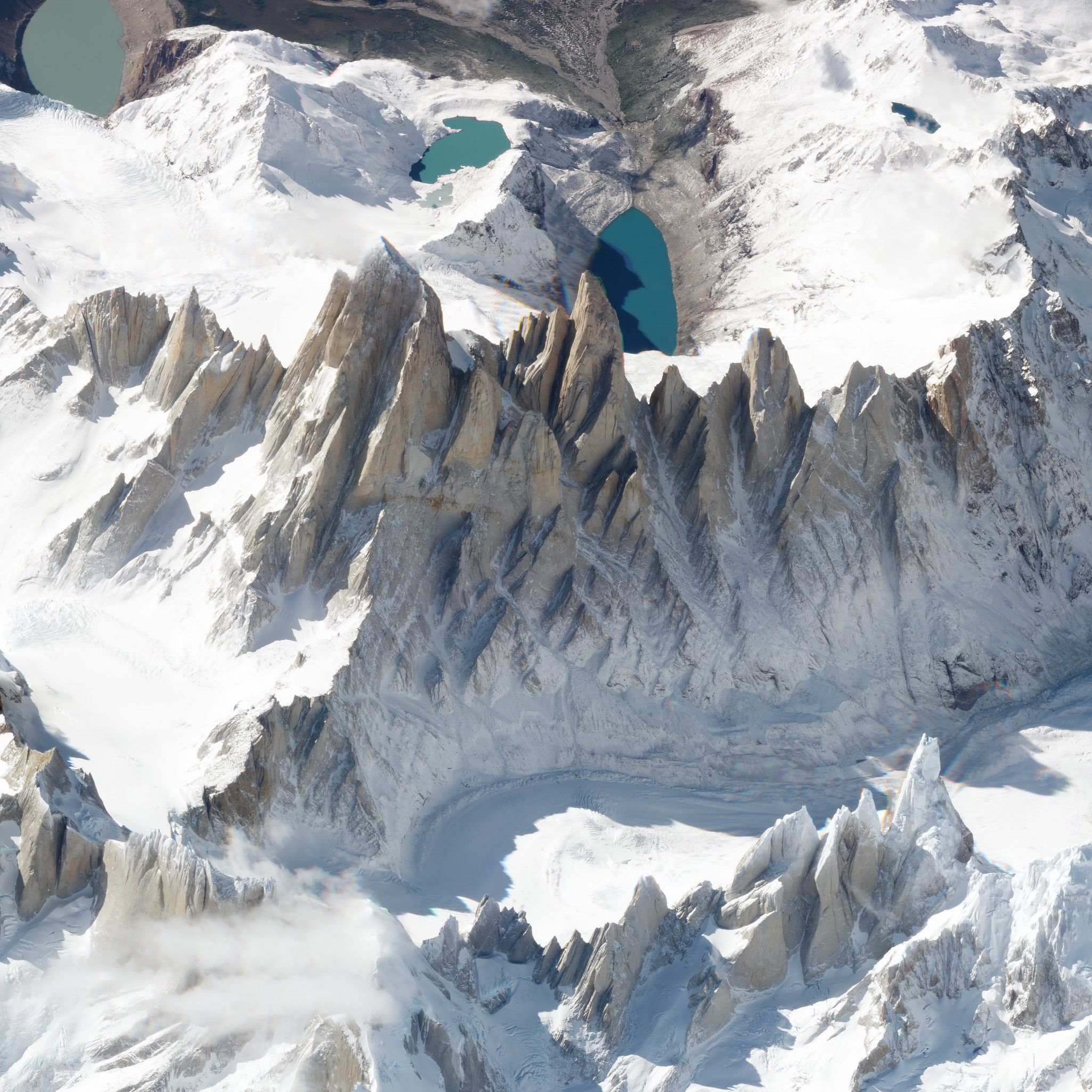
Imagine SkySat a Fitz Roy.

Rezoluția imaginilor și videoclipurilor realizate din sateliții SkySat este suficient de ridicată pentru a observa obiecte care au impact asupra economiei globale, precum terenul, mașinile și containerele de transport.
Sateliții pot realiza videoclipuri care durează până la 90 de secunde la 30 de cadre pe secundă. Videoclipurile de înaltă definiție de la sateliții SkySat „ar putea ajuta să înțelegem mai bine lumea analizând circulația mărfurilor și a oamenilor, oferind date vizuale despre lanțurile de aprovizionare, transportul maritim, activitatea industrială și chiar eforturile umanitare de ajutorare”. 
Scopul constelației este de a putea furniza imagini prin satelit de înaltă rezoluție a oricărui loc de pe Pământ de mai multe ori pe zi. Când Skybox a dezvoltat inițial sateliții, au planificat să „schimbe natura” industriei de sateliți prin construirea de sateliți cu electronice off-the-shelf, care costau sub 50 de milioane de dolari SUA.